# 손바이
손바이(혹은 Sonnebay, Sonba’I, Sonbait)는 17세기 중반부터 1950년대까지 서티모르 지역 일대를 지배했던 인도네시아의 고대 왕국이다. 서티모로의 아토니(Atoni)족 계열 중 가장 큰 영향력을 행사했던 왕국 중 하나이다. 그리고 손바이 왕국은 티모르의 여러 지역의 설화와 민담에 자주 등장한다.
일반적으로 내려오는 전설에 의하면, 손바이 왕국은 티모르 섬에서 정치체계가 전통적으로 강했던 서티모르 지역의 중심 국가였으며, 테툼어 권의 웨할리 (Wehali) 지역에서 최초 왕조가 기원했다고 전한다. 그리고 손바이 왕국의 최초 조상은 티모르 중부 지역의 남부해안에 위치한 웨할리(wehali)왕국의 왕과 형제 관계였으며, 나중에 서티모르의 고원 지대의 아토니(Atoni) 지역에 정착하여 아토니의 왕의 딸과 결혼을 했다. 그리하여 아토니 왕으로부터 일정의 봉토를 하사받았다. 당시 아토니 주변의 영주들은 아토니의 왕의 정치적인 권력을 인정하지는 않았다. 대신 혈연적 유대관계를 유지하려 했다. 또 다른 전설은 손바이의 최초 시조는 하늘에서 내려왔다고 전한다.
1649 이후부터 손바이왕국은 유럽 열강들의 식민지 개척 문헌에 기록되어 소개되기 시작했다. 당시 손바이 왕국은 포르투갈과 정치적인 동맹 관계를 맺으며 영역을 확장하던 국가였다. 그리고 포르투갈은 이러한 동맹관계를 통해 티모르 섬에 직접적인 영향력을 구축하였다.
1655년 손바이 왕국은 과거의 포르투갈과 체결한 동맹 관계를 파기하고 네덜란드 동인도 회사와 새로운 동맹 관계를 맺었다. 이로 인해 1657년에서 1658년 사이에 포르투갈 혼혈 계열의 토파즈인(Topasses)들과의 치열한 일련의 전투가 발발하였고, 결국 손바이 왕국의 분열을 초래했다.
일부의 손바이 국민들은 네덜란드인들이 1653년에 건설한 쿠팡 요새 지역으로 이주했고, 나중에 이들 이주자들은 소위 “네덜란드 동맹 5왕조 (Kupang-Helong, Ambai, Amfoan, Taebeun, Lesser Sonbai)”중에 하나인 손바이 크찔(Sonbai Kecil)왕조의 기원이 되었다. 이들 손바이 크찔 왕조는 1917년 자치권을 행사할 수 있는 쿠팡지역의 광범위한 자치 영토를 다른 왕조들과 구성하기 위해 합병을 이룬다. 새로이 건국된 쿠팡 왕국은 손바이 왕국의 파생 왕족인 니스노니(Nisnoni) 가문이 통치하게 되었다. 그후 1942~1945년 일본 식민지 시기와 1945년 ~1949년 인도네시아 혁명 기간을 거쳐 존립하였으나 1955년 쿠팡 왕조의 독립왕국으로서의 자치권은 인도네시아 정부에 의해서 폐지되었다.
서티모르의 내륙은 1658년 이래 포르투갈의 지배하에 남게 된다. 그리고 이 지역은 손바이 버사르(Sobai Bersa) 왕국으로 불리게 되었다. 손바이의 왕은 ‘황제’라는 칭호 외에는 권한이 없었다. 반면 코노(Kono) 일족 출신의 막료(총독)들에 의해서 다스려졌다. 1748~1749년 손바이 버사르 왕국의 왕은 포르투갈과의 동맹 관계를 파기 하고 네덜란드 정부에 투항하였다. 그후 손바이 버사르의 왕족과 다수의 추종 세력들은 쿠팡지역으로 이주를 한다. 하지만 손바이 버사르 왕가와 영주들은 네덜란드 정부와 오랜 갈등 끝에 1782년에 협약을 파기하고, 다시 파툴레우(Fatuleu), 몰로(Mollo) 그리고 미오마포(Miomaffo) 지역에서 자치권을 행사하는 왕국을 새로이 건설한다. 그러나 1867년 손바이 버사르 왕국의 지방 영주들이 자치 독립을 주장하면서, 손바이 버사르 왕국은 다시 분열의 길로 접어든다. 1906년 손바이 버사르 왕국의 마지막 왕인 나이 소베 손바이 3세 (Nai Sobe Sonbai III)가 항거 중에 네덜란드 군대에 생포되었으며, 이를 계기로 손바이 버사르 왕국은 멸망하였다.

## 참고 문헌
- H. Hägerdal (2007), 'Rebellions or Factionalism?', Bijdragen tot de Taal-, Land- en Volkenkunde 163:1, pp. 1–33.
- P. Middelkoop (1938), 'Iets over Sonba'i, het bekende vorstengeslacht in Timor', Tijdschrift voor Indische Taal-, Land- en Volkenkunde 78, pp. 392–509.
- A. de Roever (2002), De jacht op sandelhout: De VOC en de tweedeling van Timor in de zeventiende eeuw, Zutphen: Walburg Pers.
- H.G. Schulte Nordholt (1971), The Political System of the Atoni of Timor, The Hague: M. Nijhoff.
- F.A.E. van Wouden (1968), Types of Social Structures in Eastern Indonesia, Den Haag.